# Rolf Zeeb

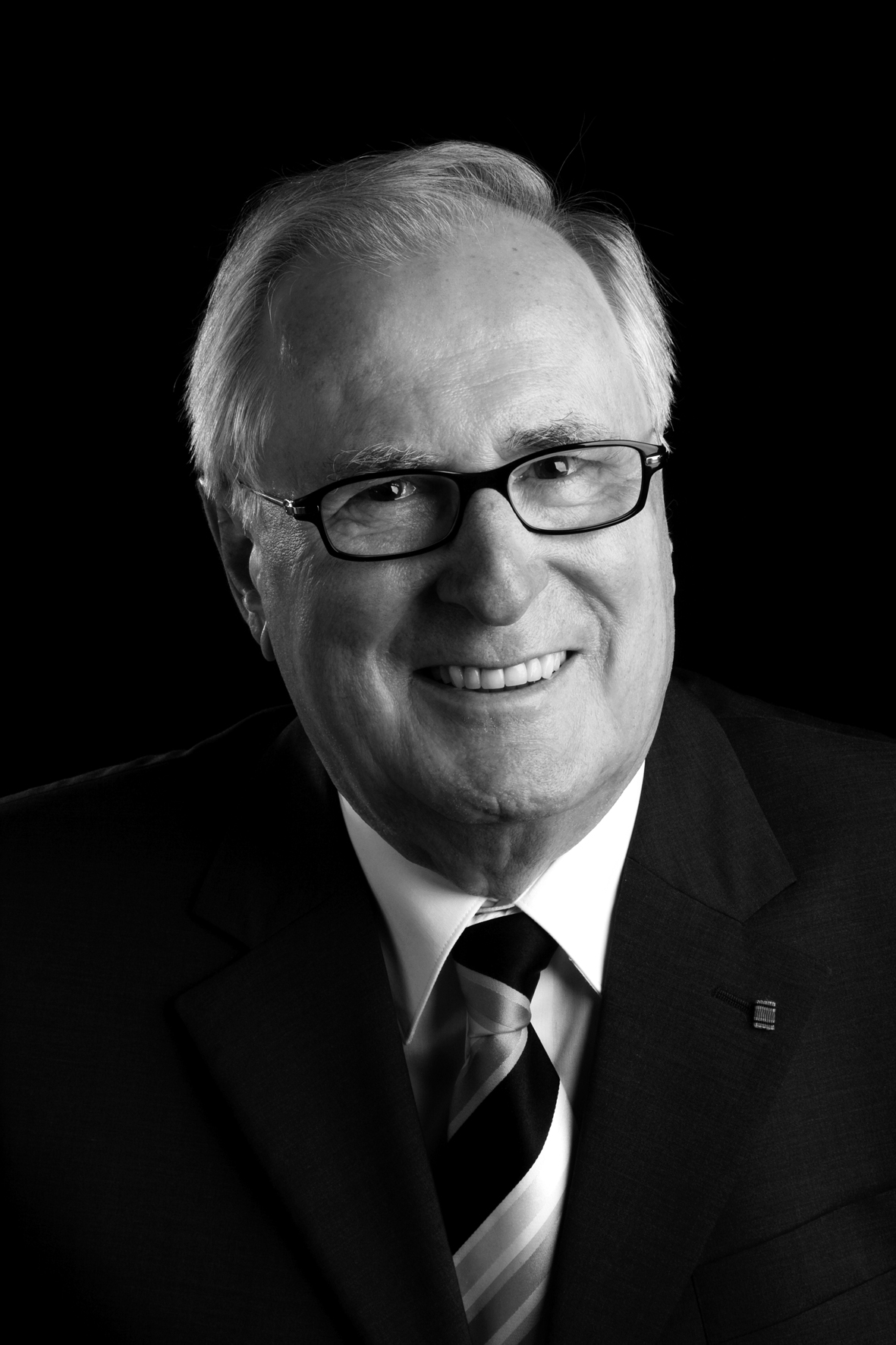
Porträt Rolf Zeeb

Rolf Ernst Zeeb (* 15. Juli 1938 in Stuttgart; † 3. Januar 2014 ebenda) war ein deutscher Unternehmer und Politiker (FDP). 

## Leben
Rolf Zeeb wurde in Stuttgart-Feuerbach geboren. Er verließ die Schule mit der mittleren Reife und absolvierte eine kaufmännische Ausbildung sowie eine Schreinerlehre. 1960 legte er seine Meisterprüfung im Schreinerhandwerk ab und trat 1961 in die 1878 von seinem Urgroßvater gegründete Werkstatt ein, deren Geschäftsführung er 1978 von seinem Vater übernahm. Zeeb engagierte sich für die Interessen der Schreiner als Vorstandsmitglied der Kreishandwerkerschaft und der Holz-Berufsgenossenschaft sowie als stellvertretender Landesinnungsmeister und als Vorsitzender des Bundes der Selbstständigen, Kreisverband der Handels- und Gewerbevereine (BDS) Stuttgart.
Im Dezember 2013 stürzte er beim Duschen während eines Urlaubs im Bregenzerwald und zog sich schwere Kopfverletzungen zu. Er wurde auf eigenen Wunsch von dem Landeskrankenhaus Feldkirch in das Katharinenhospital Stuttgart überführt, wo er am 3. Januar 2014 an einer Gehirnblutung verstarb.
Zeeb war verheiratet und hatte zwei Kinder, von denen ein Sohn als sein Nachfolger seit 1999 die ZEEB Innenausbau GmbH leitet. Sein Bruder Jürgen Zeeb (1950–2020) war Architekt und Fraktionsvorsitzender der Freien Wähler im Stuttgarter Gemeinderat.

## Politik
Zeeb wurde 1965 Mitglied der FDP und des Bezirkbeirats von Weilimdorf. Von 1982 bis 2009 gehörte er dem Stuttgarter Gemeinderat an. Dort war Zeeb von 1994 bis 1999 stellvertretender FDP-Fraktionsvorsitzender und von 1999 bis 2009 Vorsitzender der FDP-Fraktion. Zeeb widmete sich vorrangig den Themen Stadtplanung, Wohnen, Arbeiten, Verkehr und der Förderung mittelständischer Betriebe. Außerdem vertrat er seine Fraktion unter anderem im Sportausschuss sowie im Ausschuss für Umwelt und Technik. 2009 trat er nicht mehr zur Wahl an. Neben seiner Tätigkeit in der Lokalpolitik förderte er verschiedene Vereine und setzte sich fürs Gemeinwohl in Stuttgart ein.

## Auszeichnungen
Im Laufe seiner über 40 Jahre andauernden ehrenamtlichen Tätigkeit für die Stadt Stuttgart wurde Zeeb mehrfach vom Städtetag Baden-Württemberg und dem BDS-Bundesverband ausgezeichnet. Ihm wurde 1980 für seinen Einsatz als Landes- und später (von 1974 bis 1980) als Bundesvorsitzender für den Bundesverband Junghandwerk, der Nachwuchsorganisation junger Handwerker, das Bundesverdienstkreuz am Bande überreicht. Für sein vielseitiges Engagement wurde Zeeb am 6. Oktober 2010 von dem Stuttgarter Oberbürgermeister Wolfgang Schuster mit dem Bundesverdienstkreuz 1. Klasse ausgezeichnet. 